# XXIV secolo a.C.
Il XXIV secolo a.C. (ventiquattresimo secolo avanti Cristo) è il secolo che inizia nell'anno 2400 a.C. e termina nell'anno 2301 a.C. incluso.

## Avvenimenti
- 2389 a.C. - Menkauhor (2389-2380 a.C.) VII Faraone della V Dinastia
- 2380 a.C. - Djedkara Isesi (2380-2342 a.C.) VIII Faraone della V Dinastia
- 2342 a.C. - Unis (2342-2322 a.C.) IX Faraone della V Dinastia
- 2340 a.C. - I Sumeri furono vinti dagli Accadi.
- 2334 a.C. - Impero di Sargon I il Grande (2334 - 2279 a.C.) della dinastia Agade, di origine accadica, crea il primo impero nella storia del mondo.
- 2322 a.C.
  - Inizio della VI dinastia egizia dell'Antico Regno
  - Teti (2322-2312 a.C.) I Faraone della VI Dinastia
- 2312 a.C. - Userkara (2312-2310 a.C.) II Faraone della VI Dinastia
- 2310 a.C. - Pepi I (2310-2260 a.C.) III Faraone della VI Dinastia
- 2306 a.C. - Yao (2306-2255 a.C.) Quarto dei cinque leggendari imperatori primordiali della Cina.

- La Cultura Indipendenza I arriva in Groenlandia

## Personaggi significativi
- Sargon I, re accadico che regnò dal 2334 a.C. al 2279 a.C.